# Confiteor
El Confiteor és una de les pregàries en llatí que es pot dir durant l'Acte de Confessió dels Pecats o Acte Penitencial davant Déu a l'inici de la missa del Ritu Romà de l'Església Catòlica. També és dita a l'Església Luterana en el començament del seu servei diví.
És iniciat pel sacerdot i acabat pels feligresos.

## Acte Penitencial
El text apareix a l'ordinari de la missa (Ordo Missæ) del Missal romà. És a dir, forma part fixa del ritu romà de la missa i de l'administració del sagrament de la comunió. La seva motivació és demanar perdó humilment, per part del sacerdot, primer, i dels acòlits i fidels després, pels seus pecats abans d'acostar-se a l'altar i que la missa es desenvolupi.
| Confiteor Deo omnipotenti                     |
| et vobis, fratres,                            |
| quia peccavi                                  |
| nimis cogitatione, verbo, opere et omissione: |
| mea culpa, mea culpa,                         |
| mea maxima culpa.                             |
| Ideo precor beatam Mariam semper Virginem,    |
| omnes Angelos et Sanctos,                     |
| et vos, fratres,                              |
| orare pro me ad Dominum Deum nostrum. Amen.   |

| Jo confesso a Déu totpoderós,                  |
| i a vosaltres germans,                         |
| que he pecat, per culpa meva,                  |
| de pensament, paraula, obra i omissió.         |
| per la meva culpa, per la meva culpa,          |
| per la meva immensa culpa.                     |
| Per això demano a la Verge Maria, Mare de Déu, |
| als àngels i als sants,                        |
| i a vosaltres, germans,                        |
| que pregueu per mi a Déu, nostre Senyor. Amén. |